# Salix biondiana
Salix biondiana — вид квіткових рослин із родини вербових (Salicaceae).

## Морфологічна характеристика
Це кущ, рідше невелике дерево. Гілочки тьмяно-коричневі, блискучі. Листкова пластинка від довгастої до обернено-яйцеподібної, до 35 × 17 мм, абаксіально (низ) сірувато-зелена, ± гола, адаксіально тьмяно-зелена, гола, край цільний, верхівка тупа, гостра чи мукронатна; листкова ніжка до 1 см, гола. Чоловіча сережка ≈ 15 × 5 мм; жіноча — 20–30 × ≈ 8 мм. Коробочка яйцювато-конічна, волосиста.

## Середовище проживання
Північно-центральний і південно-центральний Китай, Цинхай. Населяє гірські схили, долини; на висоті приблизно 3500 метрів.